# Фрешар, Морис Люсьен
Мори́с Люсье́н Фреша́р (фр. Maurice Lucien Fréchard CSSp, 3 июля 1928, Нанси, Франция — 27 августа 2023, Шевильи-Ларю) — католический прелат, архиепископ Оша с 6 сентября 1996 года по 21 декабря, член монашеской Конгрегации Святого Духа.

## Биография
3 июля 1955 года Морис Люсьен Фрешар был рукоположен в священника в монашеской конгрегации Святого Духа.
6 сентября 1996 года Римский папа Иоанн Павел II назначил Мориса Люсьена Фрешара архиепископом Оша. 27 октября 1996 года в состоялось рукоположение Мориса Люсьена Фрешара в епископа, которое совершил вспомогательный епископ архиепархии Тулузы Эмиль Маркус в сослужении с почётным архиепископом Оша Габриэлем Мари Этьеном Ванелем и титулярным епископом Габалы Жерардом-Полем-Луи-Мари де Миллевиллем.
21 декабря 2004 года Морис Люсьен Фрешар подал в отставку.